# Intervista a Salvador Allende: La forza e la ragione
Intervista a Salvador Allende: La forza e la ragione è un documentario - intervista del 1971 curato da Roberto Rossellini.